# Madlen Kaniuth
Madlen Kaniuth, née le 28 juillet 1974 à Waren en Allemagne, est une actrice et  chanteuse allemande.

## Filmographie
- 2003 : Die Camper (de) (série télévisée) : la vendeuse de lingerie
- 2004 : Dean's Life (court métrage) : Marissa
- 2006 : Jesus Built My Hotrod (court métrage) : Megaira
- 2006 : Vice Squad (série télévisée) : Edith Probst
- 2007 : Pastewka (série télévisée) : Nadine Krüger
- 2006-2010 : Alles was zählt (série télévisée, 14 épisodes) : Brigitte Schnell
- 2012 : Notruf Hafenkante (de) (série télévisée) : Sonja Sandmeyer
- 2014 : Tatort (série télévisée) : la jeune femme sur la plate-forme
- 2014 : Happy End?! : Sabine